# Železniční nehoda ve Staré Pace
Železniční nehoda ve Staré Pace byla srážka dvou nákladních vlaků, ke které došlo v noci ze 14. na 15. června 1972 ve stanici Stará Paka.
Nehoda byla způsobena nedostatečnými brzdicími účinky brzd u vlaku 7601, který byl tvořen parní lokomotivou řady 556.0 a 33 plně loženými vozy a který nedokázal zastavit na 11 promile klesání mezi Starou Pakou a Horkou u Staré Paky. Protože se vlak stal neovladatelným, rozhodl se strojvedoucí vlaku a topič o vyskočení ze soupravy před viaduktem u vjezdu do stanice. Lokomotiva vlaku po vjezdu do stanice na výhybkách vykolejila a čelně se střetla s lokomotivou nákladního vlaku 4580, který stál na vedlejší koleji. Vlivem kinetické energie se nákladní vozy začaly stohovat na sebe a způsobily obrovské materiální škody; některé z vozů narazily do staniční budovy, kde došlo k destrukci zabezpečovacího zařízení stanice. Nehoda se obešla bez ztrát na životech a zraněni byli pouze strojvedoucí a topič vlaku 7601.
K obnovení provozu došlo 17. června, kdy se podařilo obnovit sjízdnost jedné z kolejí. Dopravní kancelář byla přesunuta do jiné místnosti na druhém nástupišti.